# Shijak
Shijak (alb. Shijaku) – miasto w Albanii, w okręgu Durrës, w obwodzie o tej samej nazwie. Liczba mieszkańców wynosi 14 tys. (2006).
Pojawia się w dokumentach już w XV w. pod nazwą Shen Jak. Pod koniec XIX w. była to osada zamieszkana przez chłopów muzułmańskich przybyłych z Bośni. Po powstaniu państwa albańskiego w 1912 roku był to jeden z głównych ośrodków buntu przeciwko albańskiej niepodległości.
W mieście ma swoją siedzibę klub piłkarski Erzeni Shijak.